# 하워드 휴스 의학 연구소

로고

하워드 휴스 의학 연구소(Howard Hughes Medical Institute, HHMI)는 연방 수도인 워싱턴 D.C.의 북동쪽인 메릴랜드주 체비 체이스(몽고메리군)에 본부를 둔 미국의 비영리 의학 연구 기관이다. 1953년 하워드 휴스(Howard Hughes, 1905~1976)는 전설적인 미국 사업가/억만장자, 투자자, 기록을 세운 조종사/비행가, 엔지니어 및 미국 영화 스튜디오 소유주/할리우드 영화 제작자, 영화 감독, 평생 동안 세계에서 가장 재정적으로 성공한 개인 중 한 명으로 알려진 자선 사업가이다. 미국 내 생물학 및 의학 연구를 위한 최대 규모의 민간 자금 조달 기관 중 하나이다. HHMI는 HHMI Investigator 1인당 연간 약 100만 달러를 지출하며, 이는 생물의학 연구에 대한 연간 투자액이 약 8억 2,500만 달러에 달한다.
연구소는 226억 달러의 기부금을 보유하여 미국에서 두 번째로 부유한 자선 단체이자 세계에서 두 번째로 기부금이 많은 의학 연구 재단이다. HHMI는 휴즈 항공(1934-1997)의 전 소유주였으며, 이 회사는 휴스가 1976년 사망한 후 시간이 지남에 따라 점차적으로 다른 여러 회사로 매각된 미국 항공우주의 중요하고 영향력 있는 회사이다.